# 鲁藜
鲁藜（1914年—1999年），原名许度地，曾用名许徒弟、许流痕、许怀榕，笔名流云、鲁家、司马仑等，男，福建同安内厝乡许厝村人，中国诗人，中国作家协会理事。

## 生平
3岁时随父母侨居越南，贫苦华工家庭，自幼失学，少年时期做过小工、小贩、流浪者。没有接受过系统的教育。1932年春回国考入集美乡村师范实验学校，在《厦门日报》副刊发表处女作《母亲》。1933年加入反帝大同盟。1933年因纪念“五卅”被捕。1934年春到上海参与左翼文学活动，1936年参加左联。1936年加入中国共产党。1937年到安徽从事教育工作。
1938年7月到延安入抗大学习。1938年秋创作发表《延安组诗》，1939年在重庆的《七月》上发表。1939年冬发表组诗《延河散歌》。1942年参加整风后在鲁迅艺术学院任教。
抗战胜利后在晋冀鲁豫边区文联北方大学中文系工作。
1949年随军到天津，任天津市文学工作者协会主席，主编《文艺学习》月刊。1955年发生“胡风反革命集团案”事件，鲁藜和胡风只是作者与编者关系，有信件往来。在公安机关关了一年，没有审查出和胡风问题有什么关系，也无其他政治历史问题，被释放了。分配到天津市南郊区合作办公室副主任，后又调到天津拖拉机厂和农场劳动。1979年恢复工作，重返文坛，为《诗刊》编委。1980年9月，中共中央作出审查结论，所谓“胡风反革命集团”案件是一件错案，1981年天津市委对鲁藜一案做出“三恢复”（党籍、工龄、工资）决定，彻底平反。
建国前出版《醒来的时候》、《星星的歌》、《锻炼》、《鹅毛集》等诗集，解放初出版诗集《毛泽东颂》、《红旗手》、《英雄的母亲》等。